# Donje Jarušice
Donje Jarušice (cyr. Доње Јарушице) – wieś w Serbii, w okręgu szumadijskim, w gminie Rača. W 2011 roku liczyła 213 mieszkańców.